# Lekkoatletyka na Letnich Igrzyskach Olimpijskich 1928 – bieg na 800 m kobiet
Bieg na 800 metrów kobiet był jedną z konkurencji rozgrywanych podczas VIII Letnich Igrzysk Olimpijskich. Biegi zostały rozegrane w dniach 1 - 2 sierpnia 1928 roku na Stadionie Olimpijskim w Amsterdamie.

## Terminarz
| Data            |            |
| --------------- | ---------- |
| 1 sierpnia 1928 | Eliminacje |
| 2 sierpnia 1928 | Finał      |

## Eliminacje
Z każdego z biegów eliminacyjnych do finału awansowały trzy najlepsze zawodniczki.

## Wyniki

### Eliminacje

#### Bieg 1
| Poz. | Zawodniczka         | Reprezentacja     | Czas   | Uwagi |
| ---- | ------------------- | ----------------- | ------ | ----- |
| 1.   | Marie Dollinger     | Niemcy            | 2:22,4 | Q     |
| 2.   | Inga Gentzel        | Szwecja           | b.d.   | Q     |
| 3.   | Fanny Rosenfeld     | Kanada            | b.d.   | Q     |
| 4.   | Jo Mallon           | Holandia          | b.d.   |       |
| 5.   | Elisabeth Oestreich | Niemcy            | b.d.   |       |
| 6.   | Dee Boeckmann       | Stany Zjednoczone | b.d.   |       |

#### Bieg 2
| Poz. | Zawodniczka       | Reprezentacja     | Czas   | Uwagi |
| ---- | ----------------- | ----------------- | ------ | ----- |
| 1.   | Lina Radke        | Niemcy            | 2:26,0 | Q     |
| 2.   | Kinue Hitomi      | Japonia           | 2:26,4 | Q     |
| 3.   | Gertruda Kilos    | Polska            | 2:28,0 | Q     |
| 4.   | Aat van Noort     | Holandia          | b.d.   |       |
| 5.   | Edith Robinson    | Australia         | b.d.   |       |
| 6.   | Juliette Segers   | Belgia            | b.d.   |       |
| 7.   | Sébastienne Guyot | Francja           | b.d.   |       |
| 8.   | Emy Pettersson    | Szwecja           | b.d.   |       |
| 9.   | Giannina Marchini | Włochy            | b.d.   |       |
| 10.  | Rayma Wilson      | Stany Zjednoczone | b.d.   |       |

#### Bieg 3
| Poz. | Zawodniczka         | Reprezentacja     | Czas   | Uwagi |
| ---- | ------------------- | ----------------- | ------ | ----- |
| 1.   | Jean Thompson       | Kanada            | 2:23,2 | Q     |
| 2.   | Florence MacDonald  | Stany Zjednoczone | b.d.   | Q     |
| 3.   | Elfriede Wever      | Niemcy            | b.d.   | Q     |
| 4.   | Mien Duchateau      | Holandia          | b.d.   |       |
| 5.   | Ida Degrande        | Belgia            | b.d.   |       |
| 6.   | Marcelle Neveu      | Francja           | b.d.   |       |
| 7.   | Otylia Tabacka      | Polska            | 2:33,0 |       |
| 8.   | Josefine Lauterbach | Austria           | b.d.   |       |
| 9.   | Paula Radziulytė    | Litwa             | b.d.   |       |

### Finał
| Poz. | Zawodniczka        | Reprezentacja     | Czas   | Uwagi |
| ---- | ------------------ | ----------------- | ------ | ----- |
| 1.   | Lina Radke         | Niemcy            | 2:16,8 | WR    |
| 2.   | Kinue Hitomi       | Japonia           | 2:17,6 |       |
| 3.   | Inga Gentzel       | Szwecja           | 2:17,8 |       |
| 4.   | Jean Thompson      | Kanada            | 2:21,4 |       |
| 5.   | Fanny Rosenfeld    | Kanada            | 2:22,4 |       |
| 6.   | Florence MacDonald | Stany Zjednoczone | 2:22,6 |       |
| 7.   | Marie Dollinger    | Niemcy            | 2:23,0 |       |
| 8.   | Gertruda Kilos     | Polska            | 2:28,0 |       |
| 9.   | Elfriede Wever     | Niemcy            | b.d.   |       |